# Orient Express (automerk)
Orient Express was een Duits automerk.
Het merk, opgericht in Gaggenau, in het zuiden van Duitsland door Theodor Bergmann, waar Joseph Vollmer (die later bij NAG in dienst kwam) een auto bouwde. In 1895 werd de auto ook daadwerkelijk in productie genomen. Het was pas de vierde autobouwer uit Duitsland, na Benz, Daimler en Lutzmann. De verkoop liep niet en in 1904 werd hier de "Lilliput" gemaakt. In 1905 hernoemde de fabriek zich SAG (Süddeutsche Automobilfabriek Gaggenau) en in 1907 volgde de overname door Benz. De fabriek wordt nog immer gebruikt, tegenwoordig voor de Unimog.